# Laura Harrington
Laura Harrington (ur. 29 kwietnia 1958 w Ann Arbor w stanie Michigan) – aktorka amerykańska.

## Filmografia
- 1981: The dark end of the street jako Donna
- 1984: Szkoła seksu jako piękna dziewczyna
- 1984: Przygody Buckaroo Banzai. Przez ósmy wymiar jako Eunice Johnson
- 1984: City girl jako Anne
- 1985: Nie moje dziecko jako Melody
- 1986: Maksymalne przyspieszenie jako Brett
- 1987: Opowieść o Vernie Millerze jako córka sędziego
- 1989: Doskonały świadek jako Jeanie Paxton
- 1989: Wydarzyło się w Los Angeles jako Eady
- 1990: 12:01 jako Dolores
- 1992: Midnight Cabaret jako Tanya Richards
- 1992: Tajemnica jako Meredith Dunmore
- 1993: Linda jako Stella Jeffries
- 1993: Rio diablo jako Maria
- 1993: Co gryzie Gilberta Grape’a jako Amy Grape
- 1994: Śmierć w eterze jako Susan
- 1997: Adwokat diabła jako Melissa Black